# Alstroemeria patagonica
Alstroemeria patagonica är en alströmeriaväxtart som beskrevs av Rodolfo Amando Philippi. Alstroemeria patagonica ingår i släktet alströmerior, och familjen alströmeriaväxter. Inga underarter finns listade i Catalogue of Life.

## Bildgalleri

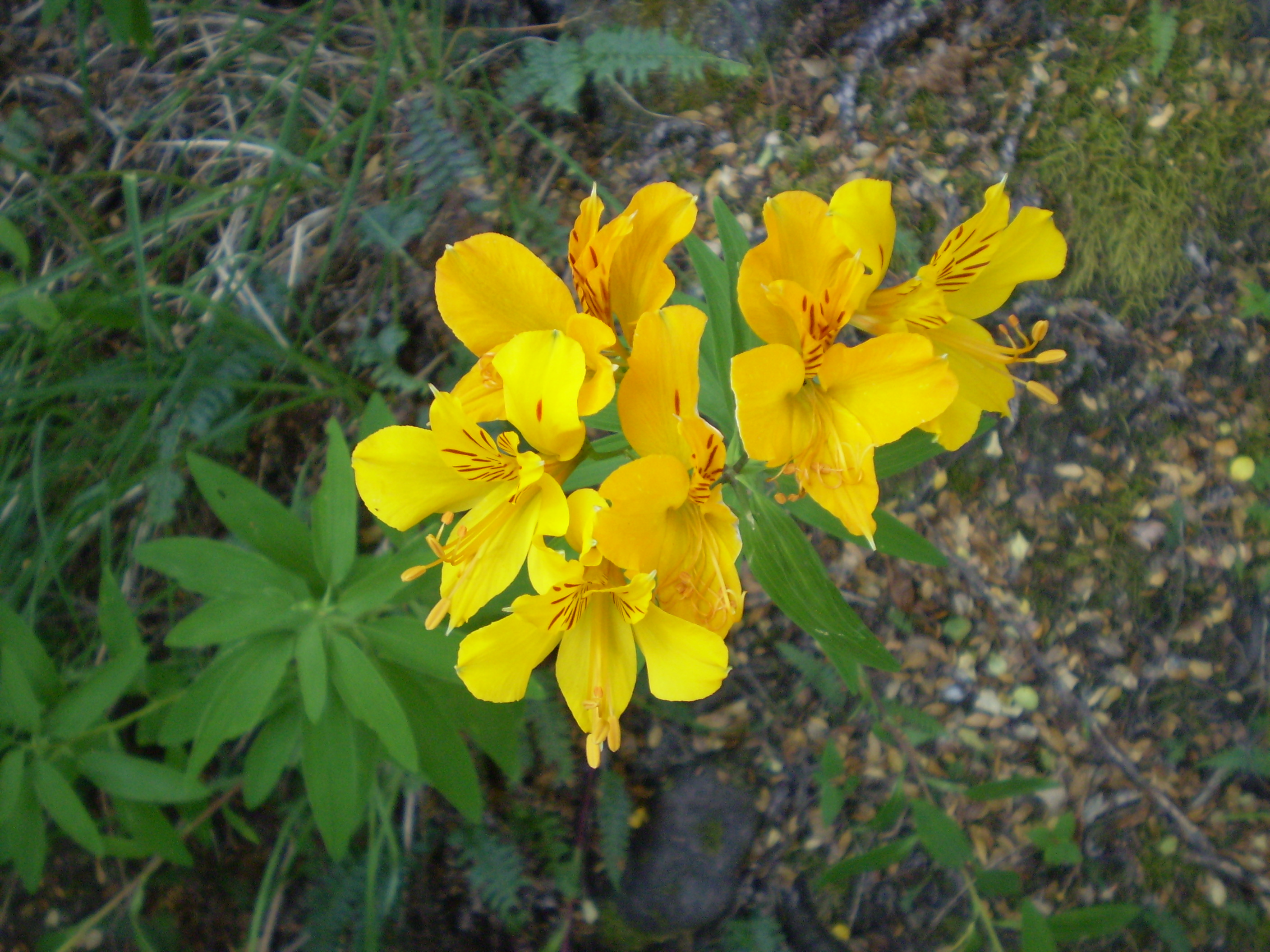
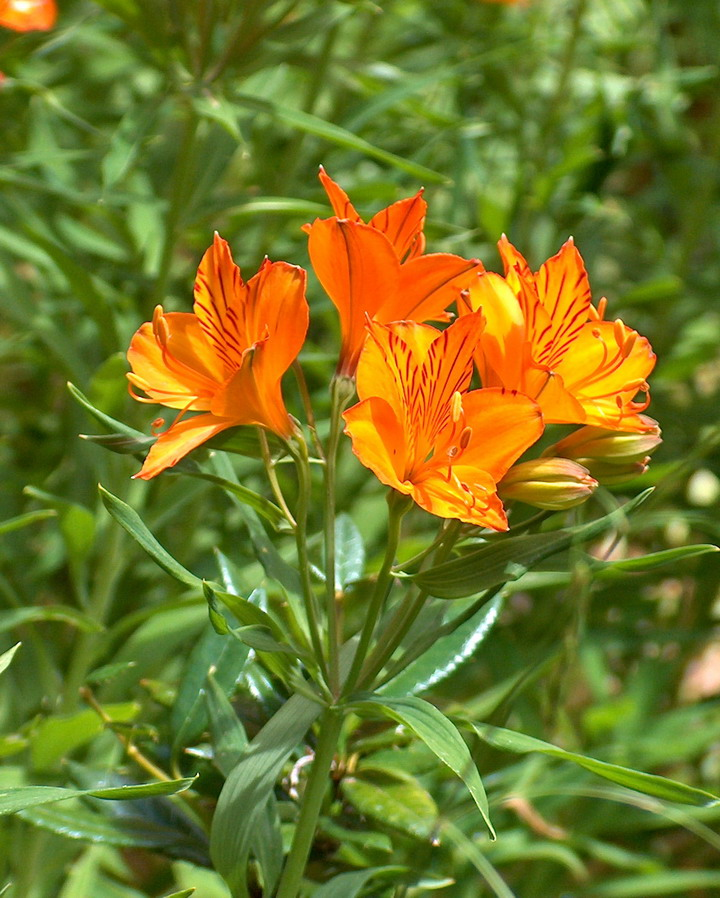